# Fatigue
Fatigue is een aan uitputting grenzende vermoeidheid die niet in verhouding staat tot de voorafgaande inspanning en die niet of nauwelijks verbetert door rust.
Fatigue kan een gevolg zijn van virusinfecties, zoals het Epstein-barrvirus en SARS-CoV-2. Daarnaast is het een bekend verschijnsel in de oncologie, als gevolg van kankertherapieën. Chronische ziektes als reuma, aids, ziekte van Crohn, ziekte van Bechterew, lupus erythematodes kunnen allemaal gepaard gaan met fatigue.
Als langaanhoudend symptoom kan fatigue overgaan in een chronischevermoeidheidssyndroom.
Het ontstaan van fatigue is medisch niet afdoende verklaard. Een directe behandeling is mede daardoor veelal niet mogelijk. In veel gevallen kunnen de klachten verlicht worden door energiemanagement-strategieën.
In de International Statistical Classification of Diseases and Related Health Problems (ICD-10) wordt fatigue als symptoom van meerdere ziektes opgevoerd. Daarnaast kent ICD-10 de diagnose Malaise en fatigue (R53), het chronischevermoeidheidssyndroom (G93.3) en burn-out (Z73.0).